# Meiopriapulidae
Meiopriapulidae is een familie in de taxonomische indeling van de peniswormen (Priapulida).

## Onderliggende taxonomie
- Geslacht Meiopriapulus
  - Meiopriapulus fijiensis